# Cấu trúc gia đình Hoa Kỳ

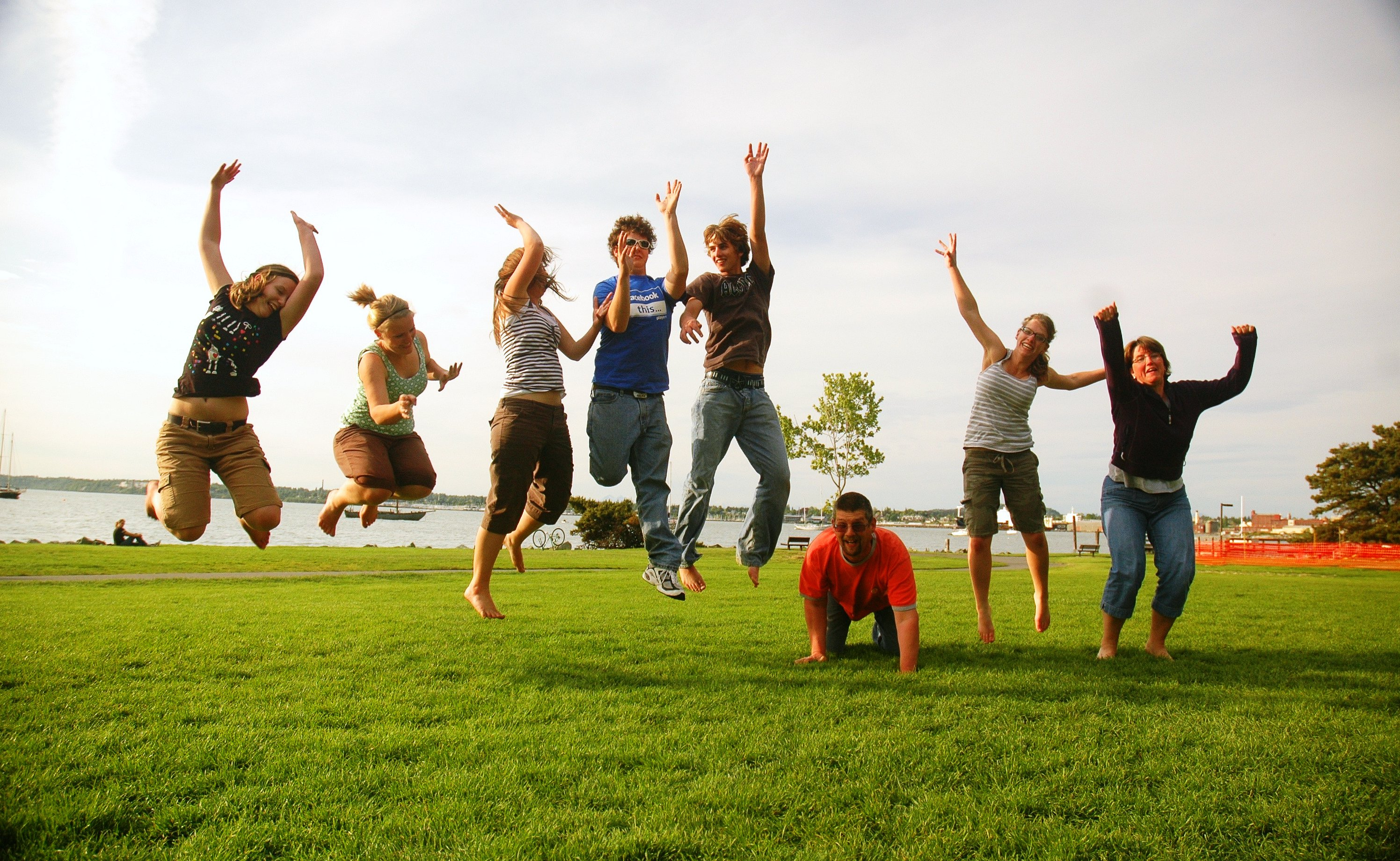
Một gia đình tiêu biểu của Mỹ bao gồm bố, mẹ, con cái, và cả gia đình mở rộng

Cấu trúc gia đình truyền thống tại Hoa Kỳ được xem là một hệ thống cột trụ gia đình trong đó bao gồm hai cá nhân đã kết hôn làm công việc chăm sóc và giữ ổn định cho hậu duệ về mặt sinh học của mình. Tuy nhiên, kiểu gia đình hai bố mẹ, dị tính hay gia đình hạt nhân này ngày càng trở nên ít phổ biến hơn và các dạng gia đình phi truyền thống lại càng thịnh hành hơn. Kiểu gia đình này được tạo ra lúc sinh em bé và thiết lập chặt chẽ xuyên suốt nhiều thế hệ. Các thế hệ, đại gia đình (gia đình mở rộng) bao gồm cô dì chú bác, ông bà nội ngoại và các anh chị em họ có thể nắm giữ các vai trò nổi bật về tình cảm và kinh tế cho gia đình hạt nhân.
Qua thời gian, cấu trúc này được áp dụng với nhiều sự thay đổi có ảnh hưởng rất lớn, bao gồm việc ly hôn và xuất hiện ngày càng nhiều các gia đình cha mẹ đơn thân, chuyện mang thai ở tuổi vị thành niên và các bà mẹ đơn thân, hôn nhân đồng giới và mối quan tâm ngày càng tăng lên trong chuyện nhận con nuôi. Các phong trào xã hội như phong trào nữ quyền và bố làm nội trợ đã góp phần tạo nên các kiểu gia đình dị biệt, phát sinh các phiên bản mới của thiết chế gia đình Mỹ.

## Điểm qua một loạt

### Gia đình hạt nhân

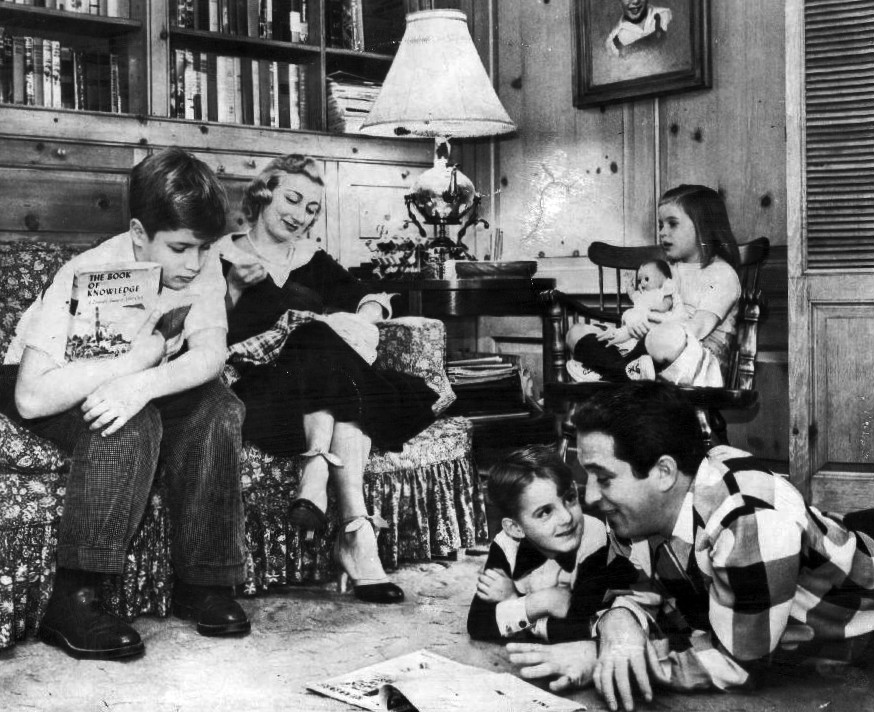
Ảnh chụp nam ca sĩ Perry Como cùng gia đình đang ở tại nhà, khoảng năm 1955. Ngồi trên bộ trường kỷ (ghế sofa) là con trai lớn Ronnie và cô vợ Roselle. Ngồi trên ghế với con búp bê trong tay là con gái anh - Terri, còn hai người đang nằm đọc sách trên sàn nhà là đứa con trai David cùng bố mình.

Gia đình hạt nhân được xem là cấu trúc gia đình "truyền thống" kể từ khi có mối đe dọa từ Liên Xô trong Chiến tranh Lạnh vào những năm 1950. Gia đình hạt nhân bao gồm bố, mẹ và các con. Kiểu gia đình hạt nhân hai bố mẹ ngày càng trở nên kém thịnh hành hơn, và các dạng gia đình tiền Mỹ và châu Âu lại trở nên phổ biến hơn. Khởi đầu từ thập niên 1970 tại Hoa Kỳ, cấu trúc gia đình hạt nhân "truyền thống" của Mỹ bắt đầu có thay đổi. Chính những người phụ nữ làm nội trợ đã bước đầu tạo ra sự thay đổi này. Họ quyết định bắt đầu sự nghiệp bên ngoài không gian nhà mình và không sống dưới bóng người đàn ông trong cuộc đời nữa.
Điều này bao gồm các mối quan hệ đồng giới, hộ gia đình cha mẹ đơn thân, các cá nhân nhận con nuôi cũng như các hệ thống gia đình mở rộng sinh hoạt cùng nhau. Kiểu mẫu gia đình hạt nhân còn sinh ít con hơn so với ngày trước. Tỷ lệ phần trăm hộ gia đình hạt nhân xấp xỉ bằng một nửa so với đỉnh điểm vào giữa thế kỷ 20. Tỷ lệ phần trăm hộ gia đình với cặp đôi đã kết hôn và trẻ em dưới 18 tuổi nhưng không có các thành viên khác trong gia đình (chẳng hạn như ông bà nội ngoại), đã giảm từ cột mốc 25,6% năm 1990 và 45% năm 1960 xuống còn 23,5% tổng số hộ vào năm 2000. Tháng 11 năm 2016, Điều tra Dân số Đương thời của Cục Thống kê Dân số Hoa Kỳ báo cáo rằng có 69% trẻ em dưới 18 tuổi sống với bố mẹ, đây là sự sụt giảm so với mức 88% năm 1960.

### Tam đại đồng đường
Kiểu gia đình Tam đại đồng đường (ba thế hệ cùng chung sống) hay gia đình mở rộng (đại gia đình) bao gồm ông bà, cô dì, chú bác và các anh chị em trong họ. Trong một số trường hợp, gia đình mở rộng đến ở chung với nhau hoặc tại nơi ở của một thành viên trong gia đình hạt nhân. Ví dụ bao gồm bố mẹ già chuyển đến sống chung với con cháu do vấn đề tuổi cao sức yếu. Nơi này có độ rộng tùy theo nhu cầu của người điều dưỡng, cụ thể là bà con họ hàng là nữ sẽ đảm nhận trách nhiệm này cho gia đình mở rộng của mình.
Trong lịch sử, ở các nền văn hóa châu Á và châu Mỹ bản địa, cấu trúc gia đình bao gồm ông bà và các con cháu, đặc biệt là những người con gái, họ nuôi nấng lũ trẻ cùng nhau và san sẻ trách nhiệm chăm sóc trẻ cho nhau. Chú bác, anh em trai và họ hàng là nam khác thỉnh thoảng cũng tham gia phụ giúp. Các mối quan hệ tình cảm giữa nam và nữ được thiết lập và tan rã tác động rất ít đến con trẻ, những đứa vẫn ở lại gia đình mở rộng của mẹ.